# Dick Cole
Dick Cole (1968. április 6. –) a Cornwalli Tanács képviselője, 1997 óta a Mebyon Kernow, egy cornwalli autonómiát követelő mozgalom vezetője.

## Politikai pályafutása
1997. október 4-én választották meg első alkalommal a Mebyon Kernow vezetőjévé, és azóta minden évben újraválasztották a posztra. A Cornwalli Tanácsban St Enoder választókerületet képviseli.